# Крестовоздвиженское православное трудовое братство
Крестовоздвиженское православное трудовое братство — православная трудовая община, созданная в конце XIX века Н. Н. Неплюевым в Черниговской губернии.
В Уставе братства, утверждённом императором Александром III в 1893 году, зафиксированы основные цели его жизни: христианское воспитание детей и религиозно-нравственное совершенствование взрослых через жизнь в христианской общине. Братство имело уникальное право, закрепленное Уставом, выбирать священника в братский храм, а его утверждение зависело от официального покровителя братства, епископа Черниговского и Нежинского. При этом совершенно особым всегда оставалось положение Неплюева, который был не просто создателем и главой братства, но и его фактическим духовным наставником.

## История
Ещё в 1885 году Неплюевым была открыта мужская сельскохозяйственная школа, в которой постепенно сложилась особая система воспитания, основанная на евангельских началах.
В 1889 году трое (из шести) выпускников первого выпуска школы — Андрей Фурсей, Фёдор Чвертка, Илья Кобец решили не расставаться со своим наставником; после года работы в качестве учителей школы они составили трудовое братство. Для этого Неплюев предоставил им 255 десятин земли — Рождественский хутор, на которой они стали строить жилой дом — так появилась община, давшая начало братству. Юридические права Братство получило 16 сентября 1894 года, а торжественное церковное открытие состоялось 22 июля 1895 года: Неплюева лично благословил иконой святого Алексея, человека Божьего митрополит Санкт-Петербургский Палладий.
С каждым выпуском школы братство пополнялось новыми членами: в 1890 году — 9 человек, в 1897 году — 65 человек.
Крестовоздвиженское братство было построено на трёх основных моментах:
- традиционное православие: храм, священник, посты, таинства;
- современное экономическое хозяйство;
- совместная собственность по типу апостольской Иерусалимской общины, описанной в Деяниях апостольских.

Основой Братства были общины (братские семьи), в которые братчики объединялись по роду профессиональных занятий. Каждая община жила в отдельном доме, выстроенном руками самих братчиков. Община ежедневно собиралась на молитву, имела общую трапезу. Еженедельно устраивались собрания, на которых обсуждались различные вопросы жизни общины и братства. Земледелие в Братстве развивалось на основе наиболее передовых технологий того времени — применялся десятипольный севооборот — в результате урожай был в два с половиной раза выше, чем в среднем по Черниговской губернии. Была организована животноводческая ферма.
О Братстве писали газеты и журналы, Воздвиженск посещали многочисленные визитёры. Реакция общества была неоднозначной. Были как горячие почитатели (в России и за рубежом); среди них — епископы Сергий (Соколов) и Макарий (Троицкий), профессора духовных академий М. М. Тареев, В. И. Экземплярский, протоиерей Павел Светлов, принцесса Евгения Ольденбургская, видные католические деятели лазарист Фернанд Порталь и аббат Альбер Грасье. Чиновник особых поручений при обер-прокуроре Синода Василий Скворцов свидетельствовал: «Вот истинно православная, христианская жизнь».
Но много было и недоброжелателей: Крестовоздвиженское братство обвиняли в нецерковности, а Неплюева — в гордости, в том, что он, якобы, взял на себя роль «исправителя церкви». Среди критиков было высшее церковное начальство, включая обер-прокурора Синода Константина Победоносцева, митрополита Санкт-Петербургского Антония (Вадковского), епископа Черниговского Антония (Соколова), публициста Михаила Меньшикова, ряда видных священников.
В самом Братстве возникали нестроения; некоторые из братчиков старались жить за счёт других, а другие тяготились братскими порядками. Иоанн Кронштадтский, встретившись с Неплюевым в начале 1900 года, утешал его: «Пошёл за Христом, нельзя, чтобы не гнали, не злословили, не ненавидели за имя Его. Радуйся тому. Это доказательство, что ты служишь делу Божию, а не делаешь дело человеческое». Весной 1900 года, на Светлой седмице, недовольство части братчиков перешло в открытое столкновение: были высказаны некоторые обвинения — в «чрезмерном авторитете Неплюева», «недостаточной свободе», «чрезмерной регламентации религиозной жизни». После этого несколько человек с большим скандалом покинули братство. Позже, в «Беседах о братстве» Николай Неплюев написал:

Братство между людьми только и может быть делом Божиим или совсем не быть. Оно соответствует правде Божией и находится в прямом противоречии с греховностью человеческой. Надо совершенно не понимать, насколько человечество греховно, чтобы воображать, что оно естественно, инстинктивно склонно к братству. Напротив, греховность его естественно, инстинктивно возмущается братством… В действительности в этом признании дела братства за дело Божие, а не наше человеческое, и заключается все братское самосознание
В 1907 году он отмечал:

Многих братьев и сестер мы потеряли после этого. Одни в разное время сами ушли от нас, немногие были нами удалены. Остаток верных … стал более прежнего жить с Богом, более прежнего сознательно любить Бога и служить на святое дело Его, гораздо более прежнего возлагать надежды свои не на себя, не на свой разум и свои таланты, а на Бога Живого и благодатные силы, от Него исходящие.
С этого времени духовный рост братства стал поистине чудесен. В короткое время двух лет многие совершенно духовно преобразились, совершенно преобразилась и жизнь на лоне братства. Восстановилось единомыслие и единодушие между нами, все почувствовали себя нравственно удовлетворенными и мы на опыте изведали правду слов Спасителя мира: «Иго Мое благо и бремя Мое легко есть». Все, что было в тягость, стало радостью. Все, что было «излишней формальностью», стало правдой дорогой святыни
— Беседа IV. Опыт жизни нашего трудового братства.
Чтобы решить вопрос о хозяйственной самостоятельности братских семей, в 1901 году Николай Неплюев передал Братству большую часть своего имения: 29 декабря 1901 года была оформлена дарственная, согласно которой ему передавалось 16 435 десятин земли с лесом, постройками и заводами, причём 5313 десятин, а также винокуренный завод немедленно перешло к Трудовому братству. Вместе с тем, на Братство возлагалась обязанность по содержанию школы, храма и больницы, а также переходил долг банку — ежегодные выплаты по 28 220 рублей. Общая стоимость переданного имущества составила 1 757 407 рублей.
Членами братства стали родные Николая Неплюева: сёстры Мария Николаевна Уманец (1853—1930) и Ольга Николаевна Неплюева, их мать Александра Николаевна (1827—1917), урождённая баронесса Шлиппенбах. Численность выросла до 195 человек в 1905, а в 1907 году братчиков было уже 291 человек.
События первой русской революции 1905 года привели Неплюева к убеждению о необходимости создания Всероссийского братства, под которым он понимал сеть трудовых христианских общин по всей России. Однако попытки организации такого Всероссийского братства в Киеве (1906) и Петербурге (1907) потерпели неудачу.
После смерти Неплюева в 1908 году Крестовоздвиженское братство не прекратило своё существование. Более того, оно укреплялось экономически и возрастало численно. На Всероссийской сельскохозяйственной выставке 1911 года братское имение было удостоено большой золотой медали. По данным черниговского историка В. В. Ткаченко, в 1912 году братство приобрело 20 000 десятин леса в Пермской губернии, открыло там свой филиал и наладило лесопереработку.
С началом Первой мировой войны в 1914 году 77 братчиков были призваны на фронт, а в самом Братстве устроен лазарет, работавший в сети Красного креста.
Представители Братства участвовали во Всероссийском Поместном соборе 1917—1918 годов.
После 1917 года Крестовоздвиженское братство пыталось выжить в новых условиях. В 1919 году оно было переименовано в «Первую украинскую советскую коммуну», сохранив внутренний христианский и хозяйственный строй. Побывавший в коммуне осенью 1922 года журналист М. Грандов отметил высочайшую агрокультуру. В 1923 году коммуна была преобразована в «Сельскохозяйственную артель имени Октябрьской революции», в состав которой не были включены, как бывшие помещицы, сёстры Неплюева, Мария и Ольга; артель состояла из 530 членов и имела 1748 гектаров обобществлённой земли.
В 1925 году несколько членов братской Думы были осуждены на сроки от года до десяти с конфискацией имущества по обвинению в контрреволюции, экономических и уголовных преступлениях: Цвелодуб, Ключко, Бурдукало были приговорены к расстрелу, но, «учитывая укрепление Советской власти, приговор заменён 10-ю годами заключения со строгой изоляцией и конфискацией имущества»; Петруков был осуждён на 8 лет, Бессмертный — на 5 лет, Овчаренко и Павлов — на 2 года заключения, настоятель братского храма Александр Секундов  был осуждён на 1 год ссылки. В ноябре того же года из братства были выселены ещё 75 человек; на этот раз были репрессированы члены семей осуждённых, все члены Думы, а также сестры Неплюевы. В 1929 году на Украине началась коллективизация, в процессе которой братство было окончательно уничтожено, а все братчики изгнаны из Воздвиженска и были вынуждены искать себе прибежища по разным уголкам России.
Многие воспитанники Братства вошли в историю культуры: композитор Павел Сеница, историк Павел Федоренко, селекционер-плодовод Семён Черненко, художник Николай Фурсей, поэт-переводчик Василий Басок, селекционер П. И. Терлецкий, авиаконструктор М. В. Бондаренко, вулканолог Софья Набоко и другие.